# Euphorbia restituta
Euphorbia restituta — вид рослин із родини молочайних (Euphorbiaceae), ендемік Капських провінцій ПАР.

## Опис
Це рослина 5–15 см заввишки. Листки чергові, висхідні, від ланцетних до еліптично-ланцетних, гострі, звужені до сидячої основи. Зонтики з 4–5 променями. Квітки пурпурові. Період цвітіння: пізня весна, літо.

## Поширення
Ендемік Капських провінцій ПАР (Східнокапська, Північнокапська, Західнокапська). Населяє скелясті схили; на висотах 100–200 метрів.